# Crochet
Als Crochet (kʁɔʃɛ) bezeichnet man in der Schneiderei die Fortsetzung der den Oberkragen mit dem Revers verbindenden Spiegelnaht, bei klassisch geschnittenen Sakkos, Mänteln und Damenjacken.
Das „Crochteck“ oder der „Crochetwinkel“ ist der Winkel am Anzugfasson, der durch den Kragenabstich und die Reversoberkante, in der Verlängerung der Spiegelnaht, gebildet wird.

## Geschichte
Seit dem Biedermeier widmete man in der Herrenschneiderei dem Crochet besondere Aufmerksamkeit und betonte es durch eine zusätzliche Ecke im Revers; später galt es als künstlerisch, ein Crochet unauffällig bis möglichst unsichtbar zu gestalten. 

## Verarbeitung
Ganz unsichtbar kann ein Crochet nicht gearbeitet werden, da die Stoffe von Kragen und Revers in unterschiedliche Richtungen verlaufen, was besonders bei gestreiften Stoffen – Kragen horizontal, Revers vertikal – nicht zu übersehen ist.
Obwohl das Crochet heute keine besondere Aufmerksamkeit genießt, muss man in der Konfektion darauf achten, an dieser Position besonders angelernte Hilfsarbeiter einzusetzen, da ansonsten unsauber gearbeitete Crochets sofort negativ auffallen. Wurde das Revers in der feinen Maßarbeit von Hand geschlossen, so wird es heute üblicherweise mit kleinem Zick-Zack-Stich geschlossen.

Variationen des Fassons durch Veränderung von Crochet und Crocheteck
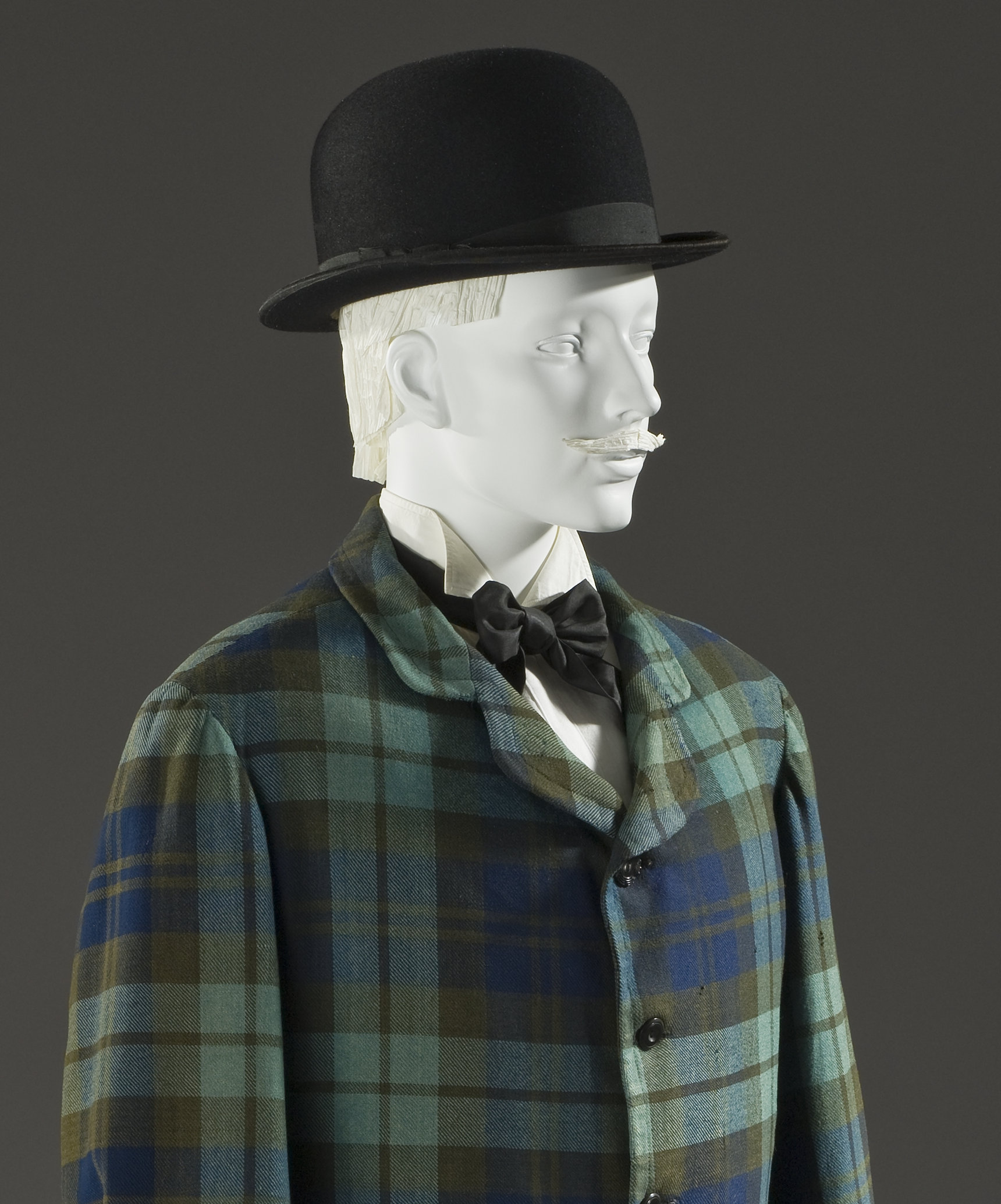
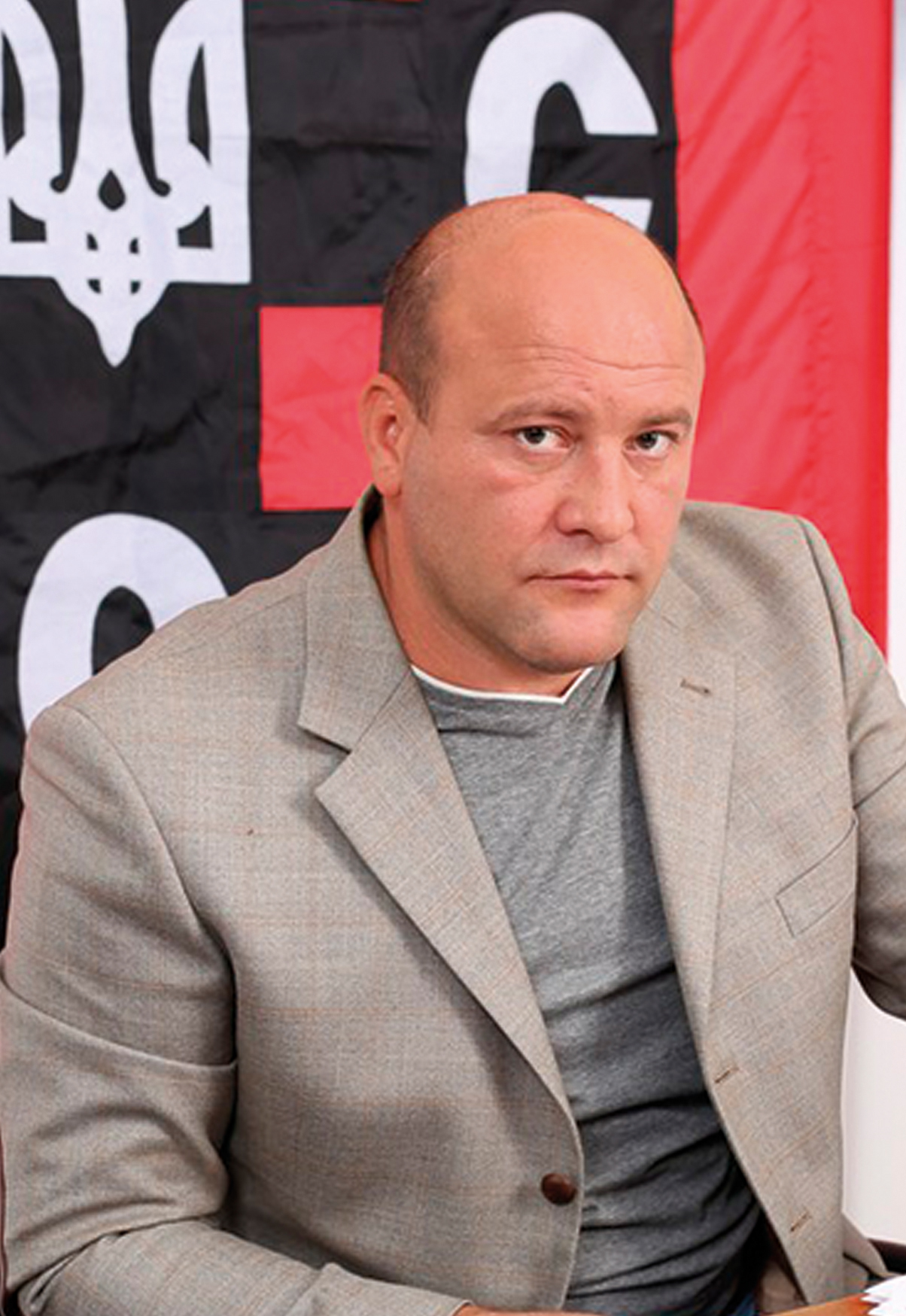
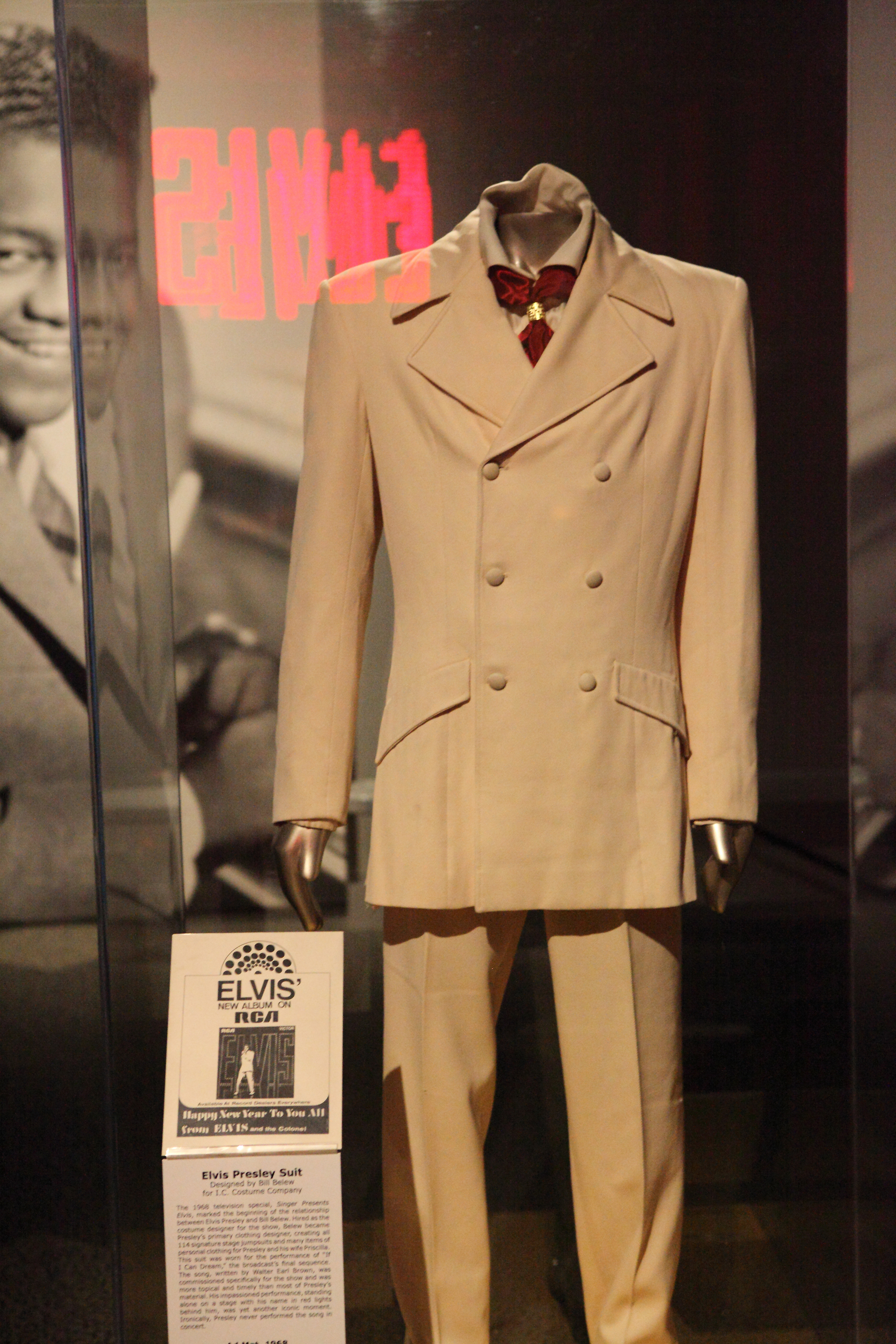
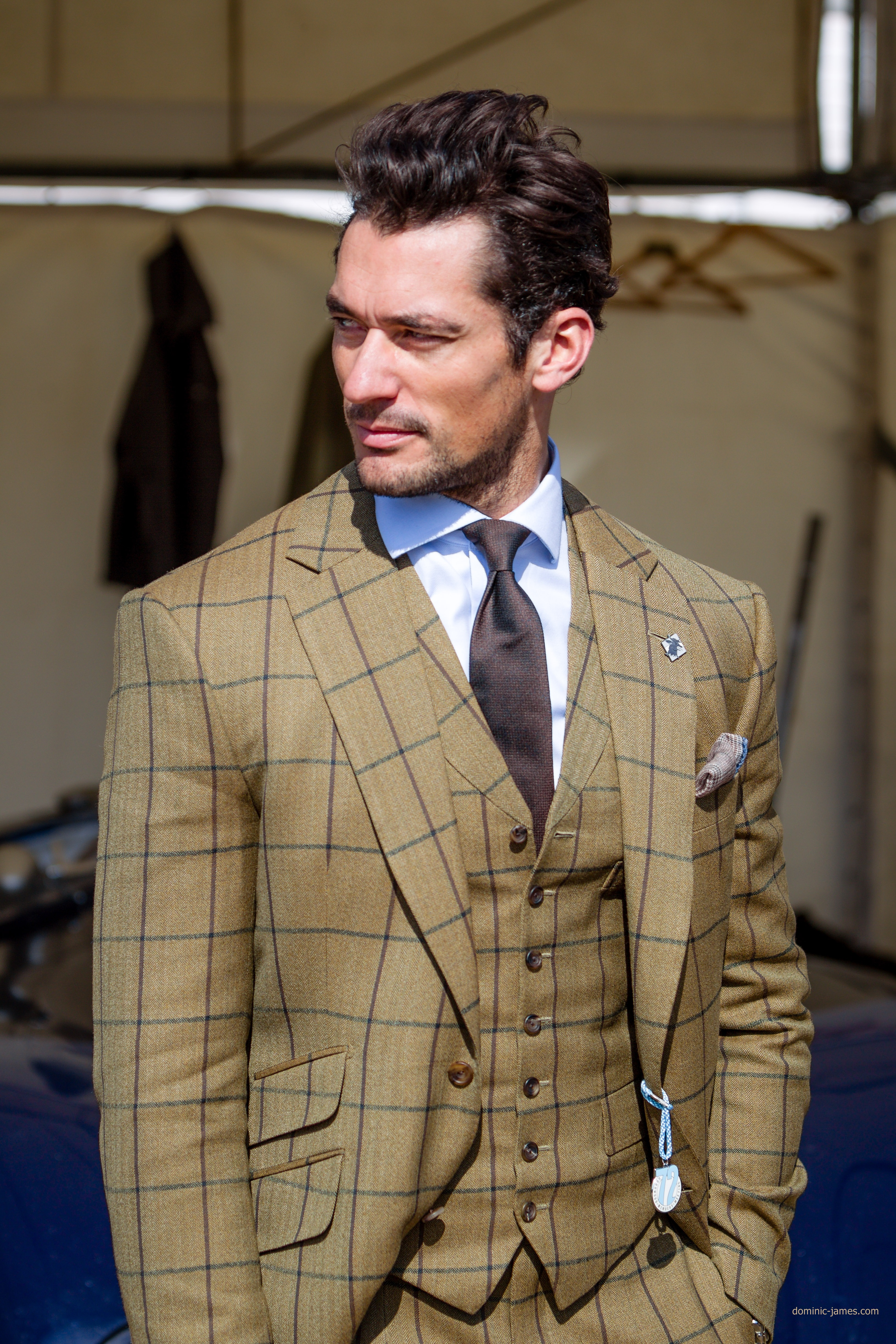
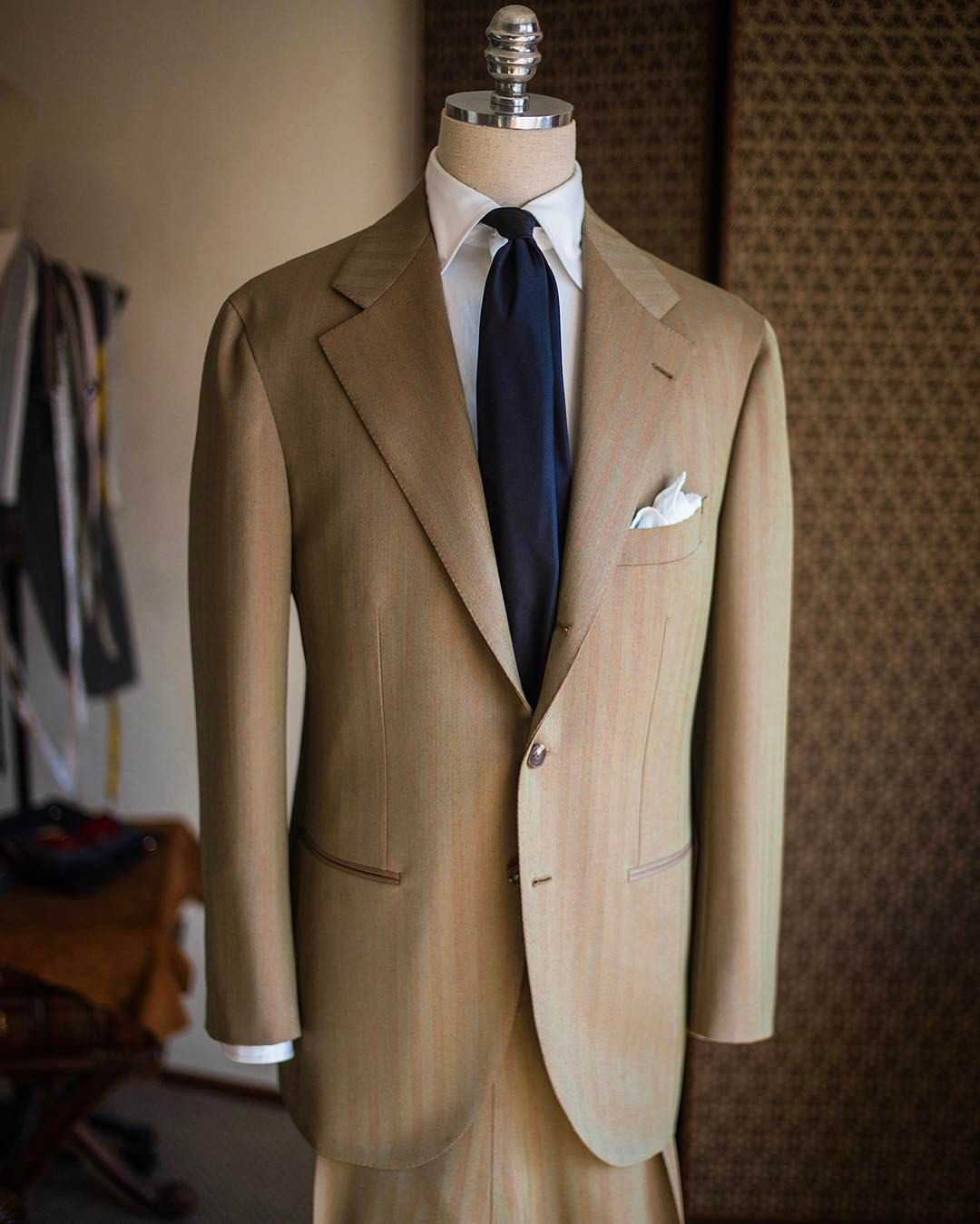